# William Cust
William Cust (23 janvier 1787 - 3 mars 1845), est un avocat britannique et député. Il est également commissaire aux douanes.

## Biographie
Il est un fils cadet de Brownlow Cust (1er baron Brownlow), et de Frances, fille d'Henry Bankes, de Wimbledon. John Cust (1er comte Brownlow), Peregrine Cust, le révérend Henry Cockayne Cust et Edward Cust, 1er baronnet, sont ses frères. Il siège comme député du Lincolnshire entre 1816 et 1818 et de Clitheroe de 1818 à 1822, lorsqu’il prend les Chiltern Hundreds.
Il épouse Sophia, fille de Thomas Newnham, en 1819. L'un de leurs fils, le très révérend Arthur Purey-Cust (en), est Doyen d'York. Le fils d'Arthur, Herbert Edward Purey-Cust, est un amiral de la Royal Navy. William Cust décède en mars 1845, à l'âge de 58 ans. Sa femme lui survit près de quarante ans et meurt en janvier 1884.